# Bałyktach (ułus miegino-kangałaski)
Bałyktach (ros. Балыктах) – wieś w Rosji, w Jakucji, w ułusie miegino-kangałaskim. W 2021 liczyła 715 mieszkańców.